# Лана Кларксон
Лана Джин Кларксон (англ. Lana Jean Clarkson; нар. 5 квітня 1962, Лонг-Біч, Каліфорнія, США — пом 3 лютого 2003, Алгамбра, Каліфорнія, США) — американська акторка і модель.

## Біографія і кар'єра
Народилася 5 квітня 1962 року в Лонг-Біч (штат Каліфорнія, США) в сім'ї Джеймса М. і Донни Кларксон. Її молодший брат-художник і дизайнер спецефектів Джессі Кларксон (нар.. 1973), є сестра Фаун.
Виросла Лана в Напі (штат Каліфорнія, США). Наприкінці 1970-х сім'я Кларксон переїхала до Північної Каліфорнії.
На початку 1980-х років в Лос-Анджелесі Лана Кларксон почала кар'єру акторки і фотомоделі. Знімалася в рекламних роликах, її останньою роботою в кіно стала роль докторки Еллен Тайлер у фільмі 2001 року «Марш».

## Вбивство
40-річну Лану Кларксон вбив продюсер Філ Спектор в його особняку.
3 лютого 2003 Спектор вирішив поїхати випити до Голлівуду, ніч він закінчив у будинку блюзу на Сансет-Стріп, в якому на той момент працювала Кларксон, відома роллю у фільмі «Круті часи в «Ріджмонт Хай»». Вона не впізнала Спектора і відмовила йому у відвідуванні закладу, але інші члени керівництва наполягли на тому, щоб впустити його до клубу.
Спектор відвіз Кларксон до себе додому в своєму лімузині — і в особняку вбив її пострілом у рот. У паніці він вибіг з дому і сказав водієві, що його чекав: «Я думаю, що вистрілив у неї». Філа Спектора двічі судили і врешті визнали винним у вбивстві Лани Кларксон, хоча він заявив, що Кларксон випадково вистрілила в себе.

## Суд
Через 4 роки в 2007 році Спектор був засуджений за вбивство Кларксон. 26 вересня 2007 року було оголошено, що присяжні не прийшли до єдиної думки. 13 квітня 2009 року суд присяжних визнав Спектора винним у вбивстві Кларксон. Він був засуджений до 19 років в'язниці починаючи з 29 травня 2009 року (з них 15 років — за вбивство, 4 роки — за незаконне носіння зброї). 81-річний Спектр помер у 2021 році від наслідків COVID-19 під час відбування покарання, за три роки до звільнення із в'язниці.

## Фільмографія
| Рік         |    | Українська назва                               | Оригінальна назва                            | Роль                       |
| ----------- | -- | ---------------------------------------------- | -------------------------------------------- | -------------------------- |
| 1982        | ф  | Круті часи в «Ріджмонт Хай»                    | Fast Times at Ridgemont High                 | місіс Варгас               |
| 1982        | ф  | Мій кращий рік                                 | My Favorite Year                             | дівчина                    |
| 1983        | ф  | Смертогонець                                   | Deathstalker                                 | Кайра                      |
| 1983        | ф  | Мозковий штурм                                 | Brainstorm                                   | дівчина                    |
| 1983        | с  | Троє - це компанія                             | Three's Company                              | Шерон Гордон               |
| 1983        | ф  | Обличчя зі шрамом                              | Scarface                                     | жінка в клубі              |
| 1983        | с  | Джефферсон                                     | The Jeffersons                               | Софія                      |
| 1983        | ф  | -                                              | Female Mercenaries                           | Н/Д                        |
| 1984        | ф  | Побачення з незнайомцем                        | Blind Date                                   | Рейчел                     |
| 1984        | с  | -                                              | Brothers                                     | Ванесса                    |
| 1984        | с  | Детектив Майк Хаммер                           | Mike Hammer                                  | масажистка                 |
| 1984        | с  | Швидка течія                                   | Riptide                                      | Келлі                      |
| 1984        | с  | Лицар доріг                                    | Knight Rider                                 | Мерилін                    |
| 1984        | с  | Хто тут бос?                                   | Who's the Boss?                              | Нанетт                     |
| 1985        | с  | Команда А                                      | The A-Team                                   | дівчина Сонні Монро        |
| 1985        | ф  | Королева варварів                              | Barbarian Queen                              | Аметея                     |
| 1985        | с  | -                                              | George Burns Comedy Week                     | бібліотекар                |
| 1985 — 1990 | с  | Нічний суд                                     | Night Court                                  | Кері / міс Корланд         |
| 1986        | с  | Готель                                         | Hotel                                        | Шейла Карлсон              |
| 1986        | с  | Дивовижні історії                              | Amazing Stories                              | міс Алюр                   |
| 1986        | с  | Човен любові                                   | The Love Boat                                | Анджела                    |
| 1987        | ф  | Амазонки на Місяці                             | Amazon Women on the Moon                     | Альфа Бета                 |
| 1988        | с  | -                                              | It's a Living                                | Фон                        |
| 1989        | ф  | Чарівники Забутого королівства 2               | Wizards of the Lost Kingdom II               | АмаТеа                     |
| 1990        | ф  | Повернення сатани                              | The Haunting of Morella                      | Коельо                     |
| 1990        | ф  | Королева варварів 2: Битва за скіпетр Аркаріса | Barbarian Queen II: The Empress Strikes Back | принцеса Аталія            |
| 1992        | с  | Крила                                          | Wings                                        | Джанін                     |
| 1993 — 1995 | с  | Шовкові мережі                                 | Silk Stalkings                               | Анджела Мартін / Юла Кертц |
| 1996        | с  | -                                              | Land's End                                   | Кей                        |
| 1996        | с  | -                                              | Night Stand                                  | Джеймі                     |
| 1997        | ф  | Порочні дівчата                                | Vice Girls                                   | Джен Купер                 |
| 1997        | ф  | Любов в Парижі                                 | Love in Paris                                | жінка на модному показі    |
| 2000        | с  | 18 коліс правосуддя                            | 18 Wheels of Justice                         | Марта                      |
| 2000        | кф | -                                              | Little Man on Campus                         | Джойс                      |
| 2001        | с  | Чорний скорпіон                                | Black Scorpion                               | доктор Сара беллум         |
| 2001        | тф | Джеймс Дін                                     | James Dean                                   | Джейн Менсфілд             |
| 2001        | ф  | Марш                                           | March                                        | доктор Еллен Тайлер        |

## Примітка
1. 1 2  Find a Grave — 1996.
2. ↑  GeneaStar
3. ↑  Phil Spector Jailed For 19 Years For Murdering Lana Clarkson | World News | Sky News. News.sky.com. Архів оригіналу за 7 липня 2012. Процитовано 30 червня 2010.
4. ↑  Li, David K. (13 квітня 2009). ''New York Post'', April 13, 2009. Nypost.com. Архів оригіналу за 27 липня 2009. Процитовано 30 червня 2010.
5. ↑  Phil Spector convicted of murder. BBC News. 13 квітня 2009. Архів оригіналу за 14 квітня 2009. Процитовано 13 квітня 2009.
6. ↑  Phil Spector jailed for 19 years. BBC News. 29 травня 2009. Архів оригіналу за 1 червня 2009. Процитовано 22 травня 2010.
7. ↑  Phil Spector gets 19 years to life for murder of actress - CNN.com. CNN. 29 травня 2009. Архів оригіналу за 1 червня 2009. Процитовано 22 травня 2010.
8. ↑  Умер убивший актрису знаменитый продюсер Фил Спектор. lenta.ru. Архів оригіналу за 17 січня 2021. Процитовано 17 січня 2021.